# Rejon sieneński
Rejon sieneński (biał. Се́нненскі раё́н, Siennienski rajon, ros. Се́нненский райо́н, Siennienskij rajon) – rejon w północnej Białorusi, w obwodzie witebskim. Leży na terenie dawnego powiatu sienneńskiego.

## Geografia
Rejon sieneński ma powierzchnię 1966,05 km². Lasy zajmują powierzchnię 810,68 km², bagna 19,99 km², obiekty wodne 39,75 km².

## Herb
Herb rejonu sieneńskiegp został ustanowiony 20 stycznia 2006 roku rozporządzeniem prezydenta Białorusi nr 36.

## Demografia
Liczba ludności:
- 1999: 33 900
- 2006: 29 200
- 2008: 27 900